# Anemopaegma brevipes
Anemopaegma brevipes là một loài thực vật có hoa trong họ Chùm ớt. Loài này được S.Moore mô tả khoa học đầu tiên năm 1895.